# Олаг Карло Іванович
Карло Іванович Олаг (угор. Oláh Károly; нар. 18 грудня 1921, Сасово (Виноградівський район), Чехословаччина — пом. 2001, с. Коритняни, Ужгородський район, Закарпатська область, Україна) — чехословацький, угорський та радянський футболіст, нападник, по завершенні кар'єри — радянський футбольний тренер.

## Кар'єра гравця
Футбольну кар'єру розпочав у молодіжній команді ЧСК (Ужгород), який виступав у словацькій першості чемпіонату Чехословаччини, також виступав за «Русь» (Унгвар) у молодіжному чемпіонаті Угорщини. У складі ЧСК став фіналістом юнацького чемпіонату Чехословаччини. Згідно з першим Віденського арбітражу (2 листопада 1938 року) частини Фельвідека та Закарпаття були повернуті Угорщині, а футбольні команди з повернених територій мали право приєднатися до чемпіонату Угорщини. До складу дорослої команди «Русь» (Унгвар) потрапив 1939 року у 16-річному віці, допоміг команді виграти чемпіонат гірського регіону, а в сезоні 1943/44 років виступав у футболці будапештського «Хунгарія-МТК». Наступного року через бойові дії та лінію фронту на території Угорщини, чемпіонат було перервано, до грудня в ньому продовжували виступи лише найсильніші столичні клуби. «Русь» (Унгвар) припинив свої виступи в угорських футбольних змаганнях.
Згідно з Празьким мирним договором Закарпаття перейшло до складу Радянського Союзу та було включене до УРСР. Виступав за севлюшський «Партизан». Навесні 1945 року Карло та декілька його колишніх одноклубників прийняли запрошення виступати за новостворене ужгородське «Динамо», проте вже через рік був переведений до клубу «Спартак» (Ужгород). У 1946 році «спартаківці» виграли Чемпіонат УРСР та право виступати в змаганнях команд-майстрів. Восени 1946 року повернувся до «Динамо», в якому відіграв два сезони. У 1949 році повернувся до «Спартака», з яким двічі виграв республіканську першість, а також завоював кубок УРСР. По завершенні кар'єри гравця залишився в футболі.

## Кар'єра тренера
У 60-х роках XX століття працював помічником головного тренера «Спартака», перейменованого згодом у «Верховину», та адміністратором команди. Також тренував збірну УРСР класу «Б». У 1969 році виконував обов'язки головного тренера команди, після чого завершив кар'єру тренера. Окрім цього майже 20 років активно працював у Федерації футболу Закарпатської області.

## Досягнення
- Молодіжний чемпіонат Чехословаччини
  -  Чемпіон (1): 1938

- Кубок Високогір'я, південна група
  -  Володар (1): 1939

- Чемпіонат УРСР
  -  Чемпіон (3): 1946, 1950, 1953

- Кубок УРСР
  -  Володар (1): 1950